# Treviso Foot-Ball Club 1993 1994-1995
Questa voce raccoglie le informazioni riguardanti il Treviso Foot-Ball Club 1993 nelle competizioni ufficiali della stagione 1994-1995.

## Stagione
Il Treviso nella stagione 1994-1995 partecipa al campionato Interregionale (Girone D), nel quale si classifica al primo posto con 54 punti e viene promosso in Serie C2, dopo un testa a testa con la Triestina, comunque anch'essa promossa alla categoria superiore.
Nella Poule Scudetto la squadra viene sconfitta dalla Viterbese, da cui perde 1-0 in trasferta e pareggia 1-1 in casa.
Nella Coppa Italia Dilettanti viene eliminato al terzo turno.

## Divise e sponsor
Lo sponsor tecnico è Lotto, lo sponsor ufficiale è Atomic.
| Casa |

## Rosa
| N. |                   | Ruolo | Calciatore         |
| -- | ----------------- | ----- | ------------------ |
|    | Italia (bandiera) | P     | Ivo Fabbian        |
|    | Italia (bandiera) | P     | Michele Favaretto  |
|    | Italia (bandiera) | P     | Loris Marton       |
|    | Italia (bandiera) | P     | Tito Tonella       |
|    | Italia (bandiera) | D     | Luca Bernardi      |
|    | Italia (bandiera) | D     | Stefano Lombardi   |
|    | Italia (bandiera) | D     | Francesco Maino    |
|    | Italia (bandiera) | D     | Giuseppe Margiotta |
|    | Italia (bandiera) | D     | Luca Riondato      |
|    | Italia (bandiera) | D     | Mauro Vecchiato    |
|    | Italia (bandiera) | C     | Marco Amoruso      |
|    | Italia (bandiera) | C     | Riccardo Berti     |

| N. |                   | Ruolo | Calciatore                |
| -- | ----------------- | ----- | ------------------------- |
|    | Italia (bandiera) | C     | Diego Bonavina            |
|    | Italia (bandiera) | C     | Gianni Bonfante           |
|    | Italia (bandiera) | C     | Andrea Boscolo            |
|    | Italia (bandiera) | C     | Luca Bressan              |
|    | Italia (bandiera) | C     | Alessandro De Poli        |
|    | Italia (bandiera) | C     | Federico Francioni        |
|    | Italia (bandiera) | C     | Filippo Novello           |
|    | Italia (bandiera) | C     | Giovanni Siciliano        |
|    | Italia (bandiera) | A     | Flavio Fiorio             |
|    | Italia (bandiera) | A     | Loris Pradella (capitano) |
|    | Italia (bandiera) | A     | Dario Tollardo            |

## Risultati

### Poule scudetto
| Viterbo 28 maggio 1995, ore 16:00 Turno preliminare - andata | Viterbese | 1 – 0 | Treviso | Stadio Enrico Rocchi |
| \| \| \| \| \| Mattoni 30’ \| Marcatori \| \|                |           |       |         |                      |
|                                                              |           |       |         |                      |
| Mattoni 30’                                                  | Marcatori |       |         |                      |

| Treviso 4 giugno 1995, ore 16:00 Turno preliminare - ritorno | Treviso   | 1 – 1        | Viterbese | Stadio Omobono Tenni |
| \| \| \| \| \| Fiorio 40’ \| Marcatori \| 88’ Cozzella \|    |           |              |           |                      |
|                                                              |           |              |           |                      |
| Fiorio 40’                                                   | Marcatori | 88’ Cozzella |           |                      |